# Dale Cooper Quartet & the Dictaphones
Dale Cooper Quartet & the Dictaphones ist eine 2002 als Quartett gegründete Dark-Jazz-Band.

## Geschichte
Die Gruppe wurde ursprünglich von Gaël Loison, Christophe Mevel, Arnaud Le Gall und Yannick Martin für einen einmaligen improvisierten Auftritt während einer Jazz-Nacht gegründet. Der Name der Gruppe geht auf die Hauptfigur der Fernsehserie Twin Peaks zurück und gilt als Reminiszenz an den Regisseur David Lynch und den Soundtrack-Komponisten Angelo Badalamenti.
Mit Parole de Navarre debütierte das französische Projekt 2006 über Diesel Cumstible. International wurde das Album kaum rezipiert. Die wenigen Rezensionen lobten das Album und stellten die Gruppe auf eine Stufe mit bekannten Vertretern des Genres wie Bohren & der Club of Gore, The Mount Fuji Doomjazz Corporation und The Kilimanjaro Darkjazz Ensemble. Im Jahr 2010 veröffentlichte Denovali Records das Album erneut. Die meisten der darauf folgenden Veröffentlichungen wurde ebenfalls über Denovali Records herausgegeben.
Nach den anfänglichen Erfolgen vergrößerte das Dale Cooper Quartet die Besetzung bei Auftritten und Aufnahmen. Jedoch verließ Le Gall die Gruppe in der Zwischenzeit. Dennoch behielt die Band die Selbstbezeichnung als Quartett bei und nutzte fortan den Namen Dale Cooper Quartet & the Dictaphones. Im Jahr 2011 folgt das Zweitwerk Métamanoir. Dabei wurde das Album hoch gelobt und häufig mit der Musik von Bohren & der Club of Gore verglichen. Kalle Stille vom Ox-Fanzine nannte das Album eine „Frischzellenkur“ des „coolste[n] und düsterste[n] Bar-Jazz“. In weiteren Rezensionen wird Métamanoir als ebenfalls positive Veröffentlichung im Dark Jazz beurteilt, sowie als „hypnotisches, dichtes Album“ und „ein stimmiges und atmosphärisch dichtes Hörerlebnis“ beschrieben.
Im September 2013 veröffentlichte die Band ein drittes Album unter dem Titel Quatorze Pieces de Menace, mit Gastauftritten von Gaëlle Kerrien (Yann Tiersen) und Alicia Merz (Birds of Passage). Das Album wurde ebenso wie die Vorgängerwerke von Kritikern gelobt. Sascha Bertoncin vom Sonic Seducer schätzte Quatorze Pieces de Menace als „leichter zugänglich als den Vorgänger ‚Metamanoir‘, aber nicht weniger unheilversprechend“ ein. Im Jahr 2014 folgte eine kaum beachtete Split-EP mit Witxes, während Loison mit dem Nebenprojekt Noroeste debütierte.

## Stil
Die Gruppe spielt eine als Dark Jazz bekannte Mischung aus Lounge-Jazz, Ambient und Post-Rock, welche häufig atmosphärisch dem Doom Metal und Drone Doom nahe gestellt wird und für welche besonders Bohren & der Club of Gore bekannt sind. Entsprechend wird die Musik von Dale Cooper Quartet & the Dictaphones häufig mit jener von Bohren & der Club of Gore, The Mount Fuji Doomjazz Corporation und The Kilimanjaro Darkjazz Ensemble verglichen. Zumeist wird auf eine als düstere empfundene Grundstimmung verwiesen. Dabei gilt das Werk von Dale Cooper Quartet & the Dictaphones als „morbide Musik, unfröhlich und traurig, düster und beängstigend“.
Die Instrumentierung besitzt eine Basis aus elektronischen Klängen die als „Synthie-Flächen“ beschrieben werden vor welcher sich einzelne Bläser, Bässe, Trommel und der Gesang entfalten. Das elektronisch generierte Rhythmus gilt indes als beständig reduziert sowie, für das Genre üblich, als besonders langsam. Nach Laut.de bietet die Musik eine „sphärische Mixtur aus Dark-Jazz und Ambient-Trip Hop im Verbund mit flirrenden Elektro-Elementen“. Mit dem wiederkehrenden Verweis auf Trip-Hop und Electronica wird der Gruppe Eigenständigkeit im Genre attestiert, die sie vom bloßen Epigonentum gegenüber den Vergleichsgrößen abhebt. Dabei erinnere die Musik „mitunter an die Tristesse der frühen Portishead.“ Die Musik sei „durch die Reduzierung auf das Wesentliche“ gekennzeichnet, basiere dennoch auf Improvisation, weshalb der Klang als „vielseitig und abwechslungsreich“ wahrgenommen wird. Dabei würden sich die Instrumente überwiegend „darauf beschränken, eine passende Kulisse zu bieten“, vor welcher „der Gesang […] die Rolle des Solo-Instrumentes einnimmt“.

## Diskografie
- 2006: Parole de Navarre (Album,  Diesel Combustible)
- 2010: Parole de Navarre (Album,  Denovali Records)
- 2011: Métamanoir (Album, Denovali Records)
- 2011: Eux Exquis Acrostole / Elle Agréable Rendez-Vous de Chasse (BEKO DSL, Download-Single)
- 2013: Quatorze Pièces De Menace (Album, Denovali Records)
- 2014: Dale Cooper Quartet & the Dictaphones / Witxes (Split-EP, Denovali Records)
- 2017: Astrild Astrild (Album, Denovali Records)